# Arctogadus glacialis
El bacalao ártico (Arctogadus glacialis) es una especie de pez gadiforme que habita el Ártico, relacionado con el género de bacalaos verdaderos (Gadus). Es un componente clave de la cadena alimenticia de la región y constituye una fuente de alimento principal para algunos mamíferos marinos, aves y otros peces.

## Nombres comunes
Los nombres comunes usados con más frecuencia son bacalao ártico y bacalao de Groenlandia, sin embargo otra especie de la misma región, el bacalao polar (Boreogadus saida), se le llama en ocasiones bacalao ártico, mientras que el nombre bacalao de Groenlandia se usa también para la especie Gadus ogac. 
Otra especie, el bacalao del este de Siberia (Arctogadus borisovi), el cual hasta hace poco se le consideró estrechamente relacionado al bacalao ártico, ha resultado no ser diferente a este y podría ser incluido en la misma especie Arctogadus glacialis - la única especie del género Arctogadus.

## Características
El bacalao ártico tiene un color plateado en la región ventral y marrón moteado en la parte superior, puede crecer hasta 30 cm de longitud y carece de barbas en el mentón características de las otras especies de bacalao. Posee un cuerpo grácil, cola con una bifurcación profunda y boca prominente. Las aletas son negruzcas con una franja pálida en la base. El peso de la especie se relaciona con la longitud, un animal de 10 cm puede pesar 10 g, uno que mida 20 cm, cerca de 70 g, y uno que mida 28 cm, unos 180 g.

## Distribución
Como su nombre lo indica el bacalao ártico se ubica en la región ártica, también en la costa norte de Groenlandia. Su rango oscila entre 85° y 72° de latitud norte. Puede hallarse a profundidades de hasta 1000 m, incluso bajo las capas de hielo, pero se le ve con más frecuencia en aguas de entre 20 y 45 m de profundidad. Se ve favorecido por temperaturas menores a los 4 °C y uno de los pocos que sobrevive a menos de 0 °C. Para ello cuenta con proteínas anticongelantes.

## Dieta y depredadores
Por su amplia distribución, es parte importante de la cadena alimenticia de la región. Son los principales consumidores de plancton de las aguas superficiales del Ártico. En cuanto crecen cambian la dieta de copépodos a gusanos marinos, camarones, cangrejos, moluscos y bacalaos pequeño. Es una de las principal fuente de alimento de los narvales, belugas, focas anilladas, algunos peces y aves marinas. 